# Herbert Haresnape
Herbert Nickall "Bert" Haresnape (Liverpool, 2 de juliol de 1880 – Birkenhead, Merseyside, 17 de desembre de 1962) va ser un nedador anglès que va competir a principis del segle xx.
El 1908 va prendre part en els Jocs Olímpics de Londres, on va guanyar la medalla de bronze en la prova dels 100 metres esquena. Quatre anys més tard, als Jocs d'Estocolm, quedà eliminat en les semifinals de la mateixa prova.